# 瑟勒河畔蒂伊
瑟勒河畔蒂伊（法語：Tilly-sur-Seulles，法語發音：[tiji syʁ sœl] ⓘ）是法国卡尔瓦多斯省的一个市镇，属于巴约区。

## 地理
瑟勒河畔蒂伊（49°10'31"N, 0°37'36"W）面积8.98 平方千米，位于法国诺曼底大区卡爾瓦多斯省，该省份为法国西北部沿海省份，北濒大西洋英吉利海峡，东北与滨海塞纳省以海上边界相接，东临厄尔省，南至奧恩省，西与芒什省接壤。
与瑟勒河畔蒂伊接壤的市镇（或旧市镇、城区）包括：欧德里约、比塞勒、丰特奈勒佩内勒、奥托莱巴格、瑟勒河畔瑞维尼、兰热夫尔。

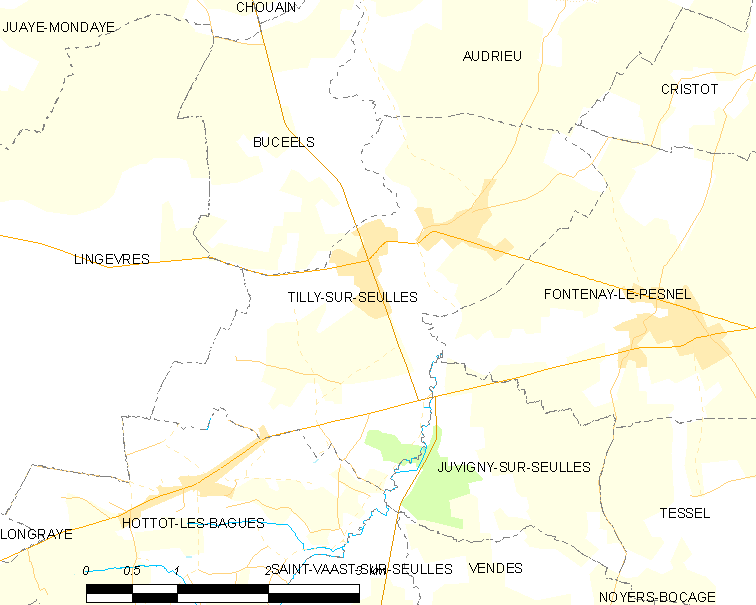
瑟勒河畔蒂伊的OSM定位图

瑟勒河畔蒂伊的时区为UTC+01:00、UTC+02:00（夏令时）。

## 行政
瑟勒河畔蒂伊的邮政编码为14250，INSEE市镇编码为14692。

## 政治
瑟勒河畔蒂伊所属的省级选区为蒂和米县。

## 人口

1962-2008年间瑟勒河畔蒂伊人口变化图示

瑟勒河畔蒂伊于2022年1月1日时的人口数量为1813人。